# Suīxī Xiàn
Suīxī Xiàn o condado de Suīxī es una localidad de la ciudad-prefectura de Huaibei en la provincia de Anhui, República Popular China, con una población censada en noviembre de 2010 de 1 000 955 habitantes.
Se encuentra situada en el norte de la provincia, cerca del río Huai y de la frontera con la provincia de Shandong.